# Neorina latipicta
Neorina latipicta är en fjärilsart som beskrevs av Hans Fruhstorfer 1911. Neorina latipicta ingår i släktet Neorina och familjen praktfjärilar. Inga underarter finns listade i Catalogue of Life.